# European Rail Timetable
Der European Rail Timetable (auch bekannt als rail bible, zu deutsch Eisenbahnbibel) ist ein Kursbuch, das alle wichtigen nationalen und internationalen Eisenbahnverbindungen innerhalb von Europa darstellt. Ursprünglich als Cook’s Continental Time Tables bezeichnet, wurde er erstmals 1873 von Thomas Cook and Son veröffentlicht. Nach der Übernahme durch die Thomas Cook Group wurde der Fahrplan durchgehend (mit Ausnahme Periode 1938–1946 wegen des Zweiten Weltkriegs) bis August 2013 vertrieben, anschließend aber mitsamt allen anderen Druckpublikation der Thomas Cook Group abgesetzt. Seit März 2014 wird der Fahrplan von einer privaten European Rail Timetable Ltd und den letzten Thomas-Cook-Fahrplanredakteuren wieder publiziert.

## Inhalt
Neben internationalen Fernverbindungen enthält der Fahrplan ausgewählte nationale Fahrpläne folgender Länder:
- Vereinigtes Königreich (erst seit 1970 enthalten)
- Irland
- Frankreich
- Belgien
- Luxemburg
- Niederlande
- Schweiz
- Italien
- Malta (besitzt keine Eisenbahnen, nur Informationen zu Bussen)
- Spanien
- Portugal
- Dänemark
- Island (besitzt keine Eisenbahnen, nur Informationen zu Bussen)
- Schweden
- Norwegen
- Finnland
- Deutschland
- Österreich
- Polen
- Tschechien
- Slowakei
- Ungarn
- Slowenien
- Kroatien
- Bosnien und Herzegowina
- Serbien
- Montenegro
- Mazedonien
- Albanien
- Griechenland
- Bulgarien
- Türkei
- Ukraine
- Moldawien
- Litauen
- Lettland
- Estland
- Russland
- Belarus

Des Weiteren sind wichtige Fährverbindungen in Europa (u. a. Kanal, Nordsee, Mittelmeer) und auch Züge beyond Europe (über Europa hinaus), d. h. monatlich abwechselnd werden die wichtigsten Verbindungen folgender Regionen aufgeführt:
- Afrika, Mittlerer Osten, Indien
- Südostasien, Australien, Neuseeland
- China
- Japan
- Nordamerika
- Südamerika
- Südkorea

Neben Fahrpläne findet man nützliche Reiseinformationen wie Visainformationen, Karten, Stadtpläne sowie Ticketinformationen zu Interrail/Eurail und zu den einzelnen Ländern (in Deutschland z. B. findet man das Quer-durchs-Land-Ticket) oder Listen landschaftlich reizvoller Bahnstrecken. Aus diesem Grund war und ist der Fahrplan bei Rucksacktouristen sehr beliebt.

## Editionen
Der knapp 500-seitige Fahrplan erschien bis September 2021 alle 2 Monate gedruckt und monatlich online. Zu den „großen“ Fahrplanwechseln im Juni und Dezember erscheinen Sonderausgaben, die alle Beyond Europe-Regionen enthalten und ein halbes Jahr gültig sind.
Ab Dezember 2021 wurde der Ausgabenrhythmus angepasst. Nunmehr erscheinen jährlich vier nach den Jahreszeiten benannte Ausgaben in gedruckter Form einschließlich aller Beyond Europe-Inhalte. Die digitale Ausgabe wird weiterhin monatlich angeboten.

## Deutschsprachige Ausgabe
In Deutschland wurde von der Deutschen Bahn AG unter der Bezeichnung Kursbuch Europa eine deutschsprachige Versionen des Kursbuchs für den Winter- und für den Sommerfahrplan herausgegeben. Diese Lizenzausgabe wurde mit der Winterausgabe 2008/09 per 13. Juni 2009 beendet.
Die Deutsche Bahn gab bis Ende 2001 ein eigenes Auslandkursbuch (ab 1995 „Kursbuch Ausland“) heraus. Dies umfasste neben den „Fernverbindungen in das Ausland“ der Gesamtausgabe (Tabellen A1 bis H7) für jedes Land Fern- und Regionalverbindungen. Die Fahrplantabellen hatten 5-stellige Nummern mit einer „2“ am Anfang. Die Ländersortierung orientierte sich an den Auslandstabellen A1 bis H7, beginnend mit der Tabelle A 1 Niebüll–Tondern, bzw. nach deren Stilllegung mit A 2 Hamburg–Flensburg–Dänemark. Ausgehend von Deutschland als Mittelpunkt und der/den Strecke(n) nach Jütland vergleichbar auf einer Uhr in 12 Uhr waren die Strecken im Uhrzeigersinn nach den Grenzübergängen aus Deutschland heraus aufgelistet: A – Skandinavien, B – Polen mit Leningrad und Moskau, C – Tschechoslowakei, D – Österreich (mit Anschlüssen von Wien nach Polen) mit den Balkanländern und zur italienischen Adriaküste, E – Schweiz, Italien, F – Frankreich, Luxemburg, G – Belgien, Paris und London, H – Niederlande und London.
Das Auslandkursbuch begann mit Dänemark, setzte mit Schweden, Norwegen, Finnland, Polen usw. fort. Nicht inbegriffen waren die Fahrpläne der DDR (in der Gesamtausgabe ebenso mit eigenem Teil enthalten, wie die Transitzüge nach Berlin) und die Sowjetunion. Einige Verbindungen der GUS wurden erst ab Mitte der 1990er-Jahre aufgenommen. Dagegen beinhaltete das Kursbuch die Verbindungen des asiatischen Teils der Türkei mit Verbindungen bis Teheran, Bagdad (mit Anschluss nach Basra) und Beirut, sowie Marokko, aber auch Sardinien und Korsika. Abgesehen von Eisenbahnfähren, waren die mit Eisenbahnfahrausweisen benutzbaren Schifffahrtsverbindungen kaum aufgelistet.
Ab dem Fahrplanjahr 2002 ging das „Kursbuch Ausland“ in der oben genannten Lizenzausgabe auf, die noch bis 2008/09 angeboten wurde.